# Народный Фронт Полтавщины
Народный Фронт Полтавщины или НФП (укр. Народний Фронт Полтавщини) —  праворадикальная украинская националистическая организация, созданная в конце 2011 года в Полтаве. Глава организации Станислав Тодоров Пеев.

## История
История НФП началась с формирования ячейки общественной организации «Патриот Украины» в 2007 году. В 2011 году был создан Народный Фронт Полтавщины. Зарегистрирован в министерстве юстиции  14 сентября 2013 года. В политсовет организации входили Пеев Станислав, Андрей Олейник и Ярослав Улинец. Осенью 2014 года в организации произошёл раскол, в ходе которого организацию покинули члены политсовета Андреей Олейник и Ярослав Улинец.

## Деятельность
На счету Народного Фронта Полтавщины ряд историко-культурных мероприятий и социальных акций, таких как: Марш в честь Украинской Повстанческой Армии, шествие в честь дня рождения гетмана Ивана Мазепы, в память Максима Чайки, памяти Героев боя под Крутами, а также посещение детских интернатов, вечера украинского языка, культуры и музыки и т.д. Народный Фронт Полтавщины активно выступает против ЛГБТ.  НФП принимал активное участие в Евромайдане. 1 февраля 2014 года Станислав Пеев вместе с другим активистом Евромайдана Олегом Голтвянским были задержаны милицией в Полтаве. Пеев был освобождён в тот же день, а Голтвянский несколькими днями позже. 